# Pietro Polenghi
Pietro Polenghi (San Fiorano, 27 marzo 1852 – Codogno, 11 marzo 1932) è stato un imprenditore italiano.

## Biografia
Figlio del pioniere dell'industria casearia in Italia Carlo Polenghi e fratello dell'imprenditore Paolo Polenghi, rafforzò l'attività dell'azienda paterna e ne ampliò e diversificò i campi, estendendoli al latte in polvere, al condensato e ai salumi.
La Società di Esportazione Polenghi Lombardo, azienda già fondata con diverso nome da Carlo Polenghi nel 1870, sotto la guida di Pietro Polenghi aprì stabilimenti a Lodi (1900), Codogno (1904) e San Fiorano (1928).
Nel 1910 gli fu assegnato il titolo di cavaliere del Lavoro.